# Рідерз дайджест

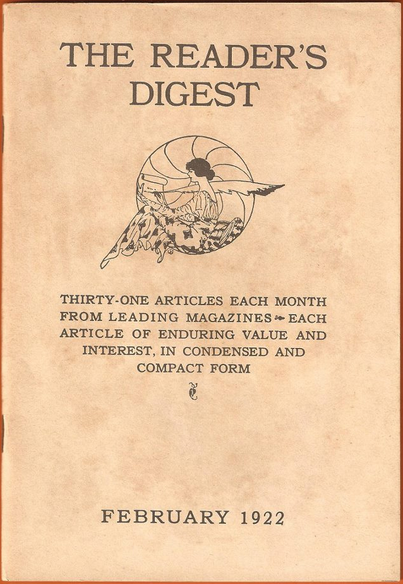
Перше видання Рідерз дайджест, лютий 1922 року

Рідерз дайджест (англ. Reader's Digest) — один з найпопулярніших американських журналів для сімейного читання, виходить щомісяця (за винятком 2010—2012, коли американське видання було опубліковано десять разів на рік). 
Має свою штаб-квартиру в Нью-Йорку.
Рідерз Дайджест є найбільш продаваним споживчим журналом в Сполучених Штатах. З ринкових досліджень на журнал підписано більше американців з доходом вище $100 000, ніж підписано на The Wall Street Journal, Business Week та Inc разом.
Видання Рідерз Дайджест читають більше 70 мільйонів людей у світі, має 49 видань на 21 мові. Він має величезний тираж 10 500 000, що робить його найбільшим платним журналом у світі.

## Формат
Журнал компактний, приблизно в половину менше розміру більшості американських журналів. Таким чином, влітку 2005 року американське видання виходило під гаслом: «Америка в кишені.» У січні 2008 року воно було змінено на: «Life well shared».
Формат журналу протягом декількох десятиліть складався з 30 статей у випуску (по одному на кожен день) з розділами «Жарти», «Подорожі», «Гумор в уніформі», «Життя США», та ін. В кінці — велика стаття. Кожна стаття підкріплена простою ілюстрацією.
В останні роки формат змінився, додалося барвистої графіки і коротких повідомлень.

## Історія
Журнал був заснований в 1922 році Девіттом Воллесом і Лілою Белою Воллес. У той час як Девітт видужував від осколкових поранень, отриманих у Першій світовій війні, Лілі Воллес прийшла в голову ідея зібрати вибірку з улюблених статей з різних щомісячних журналів і об'єднати їх в одному журналі. З моменту свого створення, Рідерз Дайджест зберіг консервативні і антикомуністичні погляди на політичні та соціальні питання.
Перший номер журналу «Reader`s Digest» з'явився в США в лютому 1922 року. Спочатку творці сподівалися, що журнал може приносити $5 000 чистого прибутку, проте вже до 1929 року дохід від продажів журналу перевищив $900 000. 
У 1935 році тираж журналу досяг одного мільйона примірників.
З 1938 року журнал почав видаватися у Великій Британії і цей момент вважається початком його становлення як міжнародного видання.
На початку 1940-х років з'явилися видання в Латинській Америці та Швеції. Після закінчення Другої світової війни «Рідерз дайджест» почав видаватися в Австралії, Бельгії, Канаді, Данії, Фінляндії, Франції, Німеччини, Італії, Норвегії, ПАР, Швейцарії.
У грудні 1952 року журнал опублікував серію статей «Рак з пачки», в яких простежувалася зв'язок куріння з раком легенів. Це призвело до усвідомлення небезпеки куріння широким загалом, який до цього часу ігнорував загрози куріння для здоров'я.
До 40-річчя Рідерз Дайджест, журнал мав 40 міжнародних видань, на 13 мовах і шрифтом Брайля, і це був самий тиражований журнал в Канаді, Мексиці, Іспанії, Швеції, Перу та інших країнах, із загальним міжнародним тиражем 23 мільйони.
Перший номер російського видання журналу вийшов у серпні 1991 року.
У 2006 році журнал був опублікований в Словенії, Хорватії та Румунії. У жовтні 2007 року Дайджест з'явився в Сербії. В Народній Республіці Китай журнал почав виходити в 2008.
У 2010 році американське видання журналу зменшило свій тираж до 5,5 мільйона примірників і вдосконалило цифрові додатки.
Передплатний тираж в Росії в 2011 році склав 411 000 примірників.
Так само у фільмі «Бійцівський клуб» згадується даний журнал. «Я - посміхаються помста Джека» або «Я - розтрачене життя Джека». Автор книги - Чак Паланік.

## В світі
Хоча Рідерз Дайджест був заснований в США, його міжнародні видання зробили журнал найбільш продаваним в світі. По всьому світу тираж журналу досяг 17 мільйонів примірників і 70 мільйонів читачів.
Рідерз Дайджест нині видається в 49 виданнях і на 21 мові, доступний більш ніж в 70 країнах світу. Його міжнародні видання складають близько 50% від загального обсягу торгівлі журналу. Журнал Рідерз дайджест занесений в Книгу рекордів Гіннеса, як видання, що володіє найбільшою читацькою аудиторією.
За 90 років свого існування компанія друкувала видання на різних мовах в різних країнах, для різних регіонов. Как правило, ці видання почали також переводити американську версію журналу, з часом багато неамериканських видань стали унікальними, забезпечуючи актуальний матеріал для місцевих читачів.
Список країн, в яких виходить журнал Reader's Digest:
- 1938 - Велика Британія
- 1940 - Куба і Латинська Америка
- 1942 - Бразилія
- 1943 - Швеція
- 1943 - Єгипет
- 1945 - Фінляндія
- 1946 - Австралія, Данія, Японія
- 1947 - Бельгія, Франція, Норвегія
- 1948 - Канада, Німеччина, Італія, Південно-Африканська Республіка, Швейцарія
- 1950 - Аргентина, Нова Зеландія
- 1952 - Австрія, Іспанія
- 1954 - Індія і Пакистан
- 1957 - Нідерланди
- 1965 - Республіка Китай
- 1968 - Бельгія
- 1971 - Сполучені Штати (іспанською мовою), Португалія
- 1978 - Південна Корея
- 1991 - Угорщина, Росія
- 1993 - Чехія
- 1995 - Польща
- 1996 - Таїланд (видання припинено 2014 року)
- 1997 - Словаччина
- 2004 - Індонезія
- 2005 - Румунія, Словенія, Хорватія, Болгарія
- 2007 - Боснія і Герцеговина, Сербія, Україна
- 2008 - Китайська Народна Республіка (видання припинено в 2012 році)

Починаючи з 1996 року журнал присвоює звання «Європеєць року». 
За цей час його удостоїлися 16 жителів Європи: 
- 1996 - Імре Козма (Угорщина).
- 1997 - Фредерік Хауге (Норвегія).
- 1998 - Піт Госс (Англія).
- 1999 - Інге Генефке (Данія).
- 2000 - Пауль ван Бейтену (Голландія).
- 2001 - Лінус Торвальдс (Фінляндія).
- 2002 - Єва Жолі (Франція).
- 2003 - Шимон Паньок (Чехія).
- 2004 - Пітер Айген (Німеччина).
- 2005 - Леонід Рошаль (Росія).
- 2006 - Аян Хирши Алі (Голландія).
- 2007 - Руді Люті (Швейцарія).
- 2008 - Марія Новак (Франція).
- 2009 - Йоахім Франц (Німеччина).
- 2010 - Яна Матей (Румунія).
- 2011 - Моніка Хаузер (Німеччина).
- 2012 - Ізабел Жонет (Португалія).
- 2013 - Агнешка Ромашевська (Польща).
- 2014 - Томас Миндер.
- 2015 - Феликс Финкбайнер.